# Open Flair

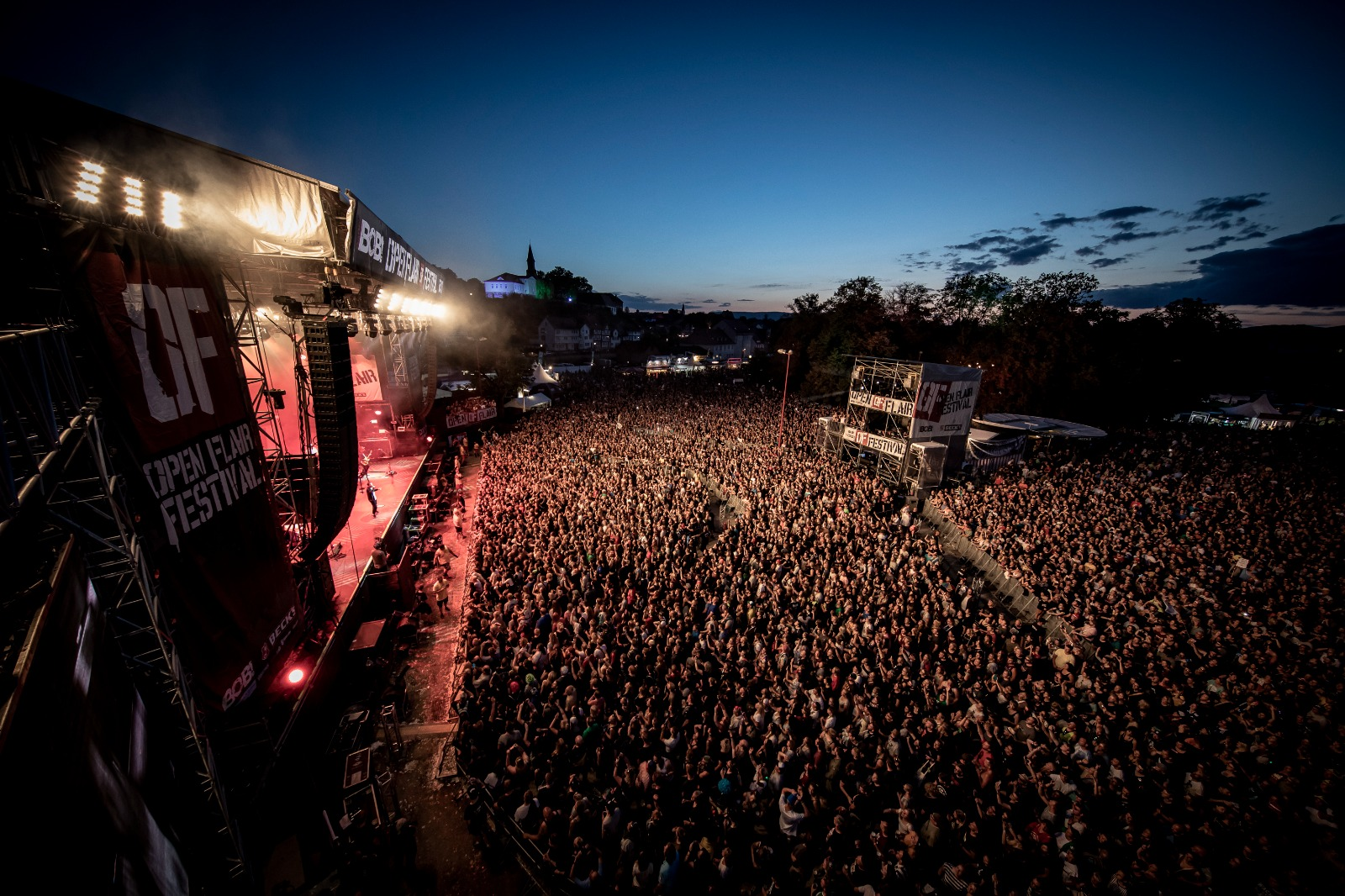
Blick auf das Hauptgelände des Open Flair 2023

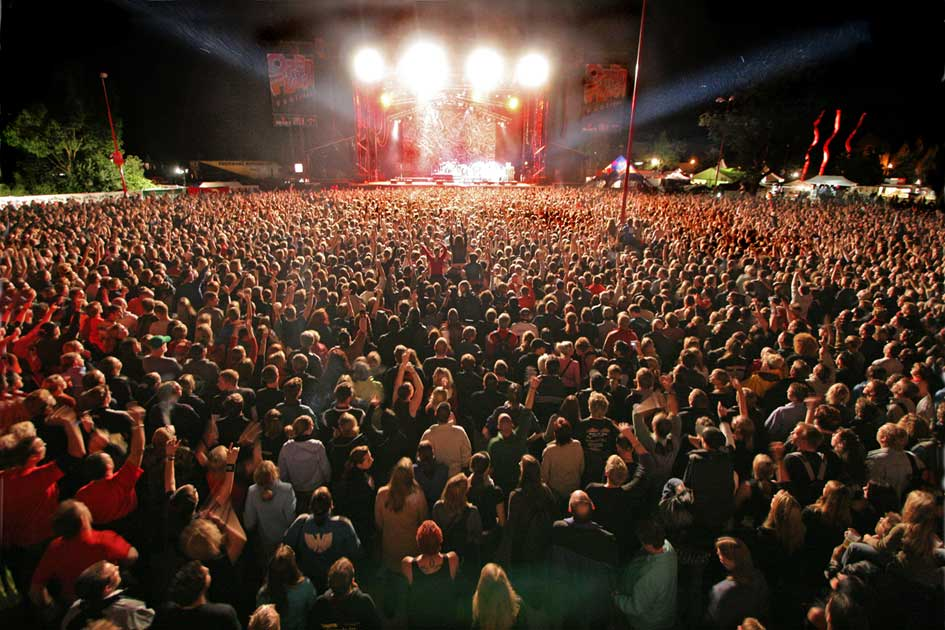
Auftritt der Toten Hosen auf dem Open Flair Festival 2005

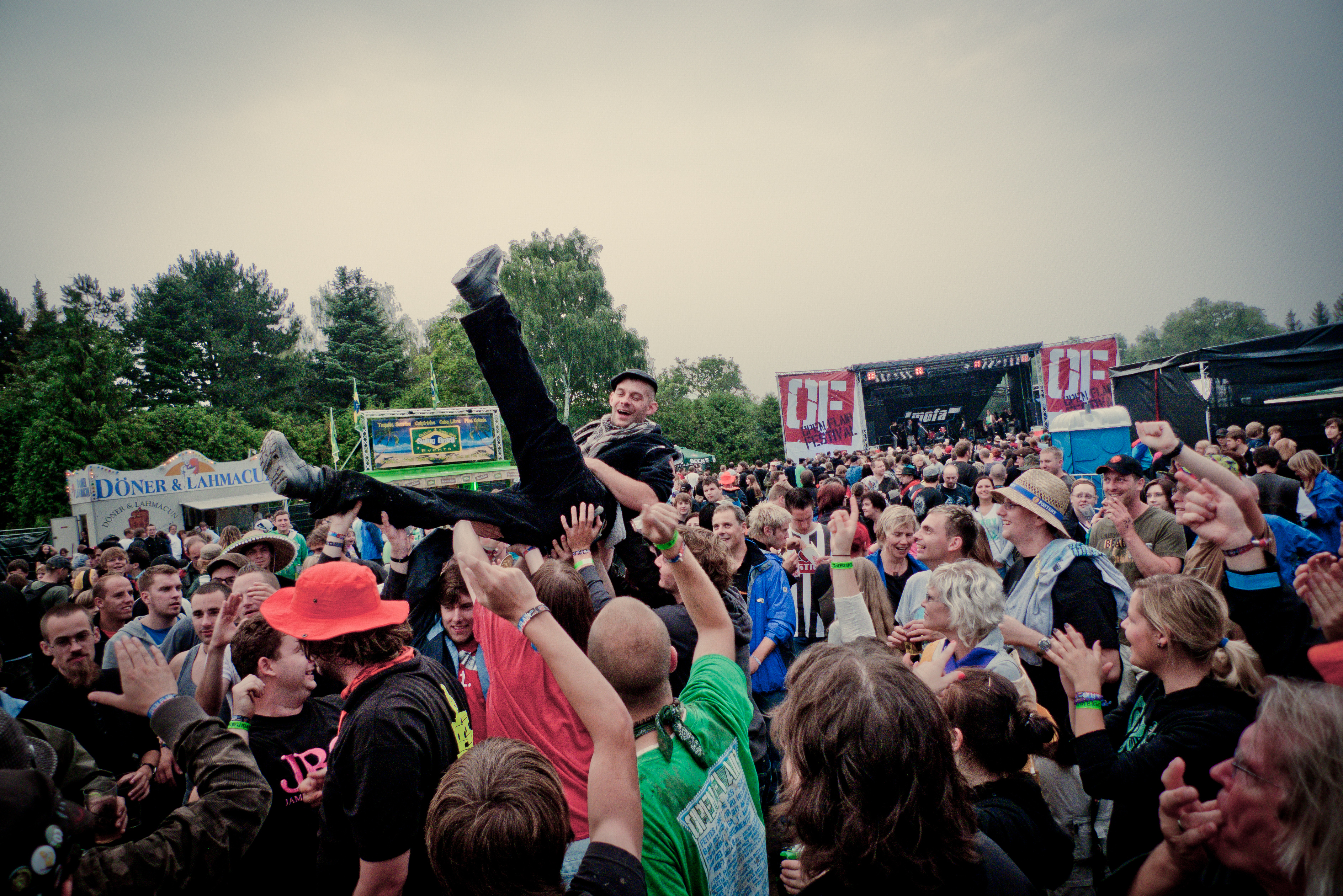
Crowdsurfer vor der Seebühne (2010)

Das Open Flair ist ein mehrtägiges Musikfestival in Eschwege nahe der Eschweger Innenstadt. Das Open Flair fand erstmals 1985 statt. Die Besucherzahlen liegen bei ca. 20.000 Personen pro Jahr.
Das Festival bietet neben dem Musikprogramm auf drei Bühnen – der Seebühne direkt am Werratalsee, der Freibühne und der Bob-Bühne – auch Kleinkunst und Kinderprogramm. Seit 2017 gibt es 2 weitere Bühnen, die Hofbühne und den Elektrogarten. Hierzu werden drei weitere Bühnen, teils in großen Zelten, aufgebaut. Musikalisch liegt der Schwerpunkt auf Rockmusik im weiteren Sinne, doch auch andere Musikgenres sind vertreten.
Im Verlauf der Jahre hat sich das Festival sukzessive vergrößert; 2014 traten im Rahmen des Open Flair rund 120 Künstler auf. Zwischen 2009 und 2019 war das Open Flair in jedem Jahr ausverkauft.
Bekannte Künstler, die auf dem Open Flair bisher aufgetreten sind, sind Die Toten Hosen, Manfred Mann’s Earth Band, Die Ärzte, Die Fantastischen Vier, Seeed, Broilers, Beatsteaks, The Hives, Social Distortion, Casper, Deichkind, Bullet for My Valentine und viele weitere.

## Entwicklung
Das erste Open Flair fand zwischen dem 6. und 8. September 1985 einmalig auf der Burg Ludwigstein statt. Seit 1986 wird das Festival auf der Werra-Flussinsel Werdchen veranstaltet. In den folgenden Jahren wurde der Zeitraum des Open Flair häufig variiert, ab 1993 fand das Festival Anfang Juni statt. Dies änderte sich im Jahr 2004, als das Festival in den August verlegt wurde; seit 2005 findet das Open Flair grundsätzlich am zweiten Augustwochenende statt. Seitdem ist das Open Flair überregional ausgerichtet, während es zuvor eher als regionales Festival – mit vorwiegend in der Region bekannten Künstlern und dem Untertitel „Das Festival der Region“ – organisiert war.

## Betreiber
Das Open Flair wird von einem ehrenamtlich arbeitenden Verein, dem Arbeitskreis Open Flair e. V., organisiert. Der Verein ist gemeinnützig und arbeitet ohne Gewinnerzielungsabsicht.
Das Open Flair unterhält eine lose Kooperation mit den am selben Wochenende stattfindenden Festivals Rocco del Schlacko und Taubertal im Buchen der Künstler, weshalb bei diesen Festivals meist Ähnlichkeiten im Line-Up zu erkennen sind.

## Geschichte
Das Open Flair 2019 fand vom 7. bis 11. August 2019 statt, als erste Bands wurden unter anderem Die Fantastischen Vier, The Offspring, Bullet for My Valentine, Bosse, sowie die Donots bestätigt. Als Headliner wurden Die Toten Hosen verpflichtet.
In den Jahren 2020 und 2021 konnte das normale Open-Flair-Festival aufgrund der Corona-Pandemie nicht stattfinden, dafür gab es jeweils ein kleines Festival unter dem Titel „Insel Flair“. Hier wurde auch zum ersten Mal ein Open-Flair-Festival-Livestream über YouTube angeboten.
2022 konnte das Open Flair wieder normal stattfinden mit Bands wie AnnenMayKantereit, SDP, Biffy Clyro und Clueso als Headliner.
Das Open Flair 2023 fand vom 9. bis 13. August statt, als Headliner waren Peter Fox, die Broilers, Cro, Marteria, die Sportfreunde Stiller, Donots, Giant Rooks und Bosse dabei.
2024 fand das Open Flair zum 40. Mal statt.
Das Open Flair 2025 soll vom 6. bis 10. August 2025 stattfinden. 

## Auszeichnungen
- Helga-Award 2016: Auszeichnung für die netteste Security[3]
- Helga-Award 2019: Auszeichnung als bestes Festival 2019[4]
- Helga-Award 2022: Auszeichnung als bestes Festival 2022[3]
- Helga-Award 2023: Auszeichnung als bestes Festival 2023[3]